# HD 40665
HD 40665，又名CP-53 978，SAO 234224、HR 2114，是一颗恒星，视星等为6.45，位于銀經261.27，銀緯-29.37，其B1900.0坐标为赤經5h 55m 7s，赤緯-53° -29.37′ 6″。